# 中谷健太郎
中谷 健太郎（なかや けんたろう、1934年 - ）は、日本の映画人であり、大分県由布市の由布院温泉で旅館亀の井別荘を経営する実業家。株式会社亀の井別荘代表取締役社長。ゆふいんグリーンツーリズム研究所を主宰し、観光について研究している。

## 人物・来歴
大分県湯布院町（現・由布市）生まれ。明治大学商学部を卒業後、1957年に東宝撮影所に入り、稲垣浩などの下で助監督を務める。
1962年に亀の井別荘の先代経営者であった実父の他界を受けて亀の井別荘に入社。1970年7月にゴルフ場建設計画が持ち上がると、『由布院の自然を守る会』を結成して反対運動を行い、ゴルフ場建設を阻止。1971年に由布院玉の湯の溝口薫平らとともに50日間にわたりヨーロッパ各地の観光地や温泉保養地を私費で視察してまちづくりを学ぶ。1975年4月の大分県中部地震により、実際には被害が小さかった由布院温泉が風評被害を受け、観光客が低迷すると、ゆふいん音楽祭、湯布院映画祭、牛喰い絶叫大会などのイベントを企画。地域にある文化や自然資源を育てることで、まちおこしを展開し由布院を活性化させる。
1980年には、株式会社亀の井別荘代表取締役社長に就任。その後、湯布院町商工会長や由布院温泉観光協会会長を歴任。
1998年、第45回運輸省（現・国土交通省）交通文化賞を受賞。また、2009年12月には、第1回観光庁長官表彰を受けている。

## 著書
- 由布院に吹く風（岩波書店）
- 湯布院発、にっぽん村へ（ふきのとう書房）
- 湯布院幻灯譜（海鳥社）
- たすきがけの湯布院（ふきのとう書房）